# 瓦拉瓦拉尼山 (玻利維亞)
16°4′3″S 68°21′27″W / 16.06750°S 68.35750°W
瓦拉瓦拉尼山（Warawarani），是玻利維亞的山峰，位於該國西部拉巴斯省的洛斯安地斯省，處於帕庫基武塔山和維拉柳西山西北面、卡拉托霍山東北面，屬於安第斯山脈中玻利維亞瑞阿爾山脈的一部分，海拔高度5,542米。